# Slim Dusty
David Gordon Kirkpatrick (Kempsey, Australia, 13 de junio de 1927-Sídney, Australia, 19 de septiembre de 2003), más conocido por su nombre artístico Slim Dusty, fue un cantautor australiano. Durante su carrera, vendió más de cinco millones de álbumes en Australia.

## Primeros años
Slim nació el 13 de junio de 1927 en Kempsey (Nueva Gales del Sur), hijo de un ganadero. Adoptó el nombre artístico de Slim Dusty en 1938 a los once años de edad. Entre los músicos que lo influenciaron está Jimmie Rodgers. Slim lanzó su primera grabación en 1945 a los 18 años. En 1946 firmó un contrato con Columbia Graphophone Company para el sello Regal Zonophone Records.

## Carrera
En 1951, Slim Dusty se casó con la cantautora Joy McKean. En 1954, ambos se dedicaron por completó a sus carreras, realizando el Slim Dusty Travelling Show. Su éxito de 1957 "A Pub with No Beer" fue el sencillo más vendido de Australia en aquel entonces, el primer sencillo australiano en obtener certificado de oro y la primera y única grabación en disco de vinilo en alcanzar dicha distinción.
Durante el curso de su carrera, Dusty consiguió más disco de oro y platino que cualquier otro artista australiano. En 1959 y 1960, un cover de "A Pub with No Beer", interpretado por Bobbejaan Schoepen, alcanzó los primeros puestos de popularidad en Bélgica, Austria y Alemania.
En 1964, Slim Dusty realizó un tour alrededor de Australia, recorriendo 48.280 km en un período de 10 meses.
Dusty no se limitó a grabar canciones escritas por él mismo u otros músicos australianos, sino que también grabó poemas clásicos australianos de Henry Lawson y Banjo Paterson con nuevos ritmos. Un ejemplo de esto es The Man from Snowy River.
En 1970, fue nombrado Miembro de la Orden del Imperio Británico por sus servicios a la música. En 1971, ganó el Premio al mejor sencillo en los Country Music Awards of Australia en el Tamworth Country Music Festival (Festival de Música Country de Tamworth). Durante toda su carrera ganó 35 de estos premios.
En 1997, el administrador general del programa radial Grand Ole Opry invitó a Slim y a su esposa a realizar un concierto en Nashville (Tennessee), reconociendo sus contribuciones a la música country. En enero del año siguiente, fue nombrado Oficial de la Orden de Australia por sus servicios a la industria del entretenimiento.
Slim tuvo el honor de cantar "Waltzing Matilda" en la ceremonia de clausura de los Juegos Olímpicos de Sídney 2000.

## Muerte
Cuando murió en 2003, Slim había estado trabajando en su 106° álbum, Columbia Lane - the Last Sessions. Este debutó en el quinto lugar de las listas de popularidad australianas y se convirtió en disco de oro en menos de dos semanas. Slim murió en su hogar en St Ives (Nueva Gales del Sur) a los 76 años luego de una larga batalla contra el cáncer.